# Citroën C2
Citroën C2 je malý vůz vyráběný francouzskou automobilkou. V Číně je jako Citroën C2 prodáván vůz, který je v Evropě známý jako Peugeot 206, se kterým má společný podvozek, stejně jako s modelem C3, který je sice designově odlišný, ale prakticky se jedná o pětidveřovou variantu C2 a na rozdíl od Peugeotu 206 má i stejnou palubní desku.

## Popis
Automobil patří do kategorie malých kompaktních vozů. Model C2 je nabízen s motory od klasických zážehových 1.1i až po čistě sportovní verzi VTS se šestnácti palcovými koly s nízkoprofilovými pneumatikami či výraznými spoilery, zesíleným bočním vedením a především živým atmosférickým benzínovým motorem 1.6i. 
Ve základní výbavě jsou z bezpečnostních prvků zahrnuty čelní airbagy řidiče a spolujezdce, elektronický imobilizér, automatické zamykání dveří za jízdy, zvuková výstraha při překročení naprogramované rychlosti či programované deformační zóny. V oblasti komfortu se jedná o variabilní posilovač řízení, výškově a podélně nastavitelný volant, dělená zadní sedadla, dvoukřídlé víko zavazadlového prostoru, tónovaná okna.

## Motorizace
Benzínový motor 1,1–1,6i, 44–90 kW
Naftový motor 1,4–1,6 HDi, 50–82 kW

## Závodní verze
Rallyový speciál Citroën C2 S1600 se stal základem pro civilni verzi Citroënu C2 a C2 R2 a pohárový C2 Challenge. 

### Citroën C2 S1600
Závodní verze má otevřenou masku chladiče, rozšířené blatníky, otvory sání v nárazníku a spojler nad zadním sklem. Motor je čtyřválec o objemu 1587 cm³ má výkon 225 koní a maximální rychlost je 185 km/h. Točivý moment má hodnotu 200 Nm. Vůz váží 1000kg. Poháněná je jen přední náprava. Převodovka je šestistupňová sekvenčí s řazením na volantu. C2 S1600 byl poprvé homologován prvního dubna 2004, první soutěží byla Rallye du Var, kde startoval Sebastien Loeb. Závodní prototyp byl představen dříve než sériový model na Ženevském autosalonu v roce 2003. Soutěží se s tímto vozem zúčastňoval český jezdec Martin Prokop.

### Citroën C2 R2
Technicky vychází z typu C2 Challenge. Motor je upraven z verze VTS. Má ale jiný blok, větší vrtání, kované písty a pístní kroužky shodné s verí S1600, vyvážené ojnice, upravené vačky a odlehčený strvačník. Sekvenční pětistupňová převodovka Sadev je z typu Saxo S1600. Motor je šestnáctiventilový řadový čtyřválec o objemu 1592 cm³, který dosahuje výkonu 185 koní a kroutícího momentu 175 Nm. Diferencial s omezenou svorností je od firmy ZF, brzdy od firmy Brembo a tlumiče od firmy BOS. Poprvé vůz startoval na Rally du Var 2005.
Rozměry
- Délka – 3666 mm
- Šířka – 1659 mm
- Rozvor – 2315 mm
- Hmotnost – 1030 kg